# Amblyseiella antonii
Amblyseiella antonii is een mijtensoort uit de familie van de Phytoseiidae. De wetenschappelijke naam van de soort werd voor het eerst geldig gepubliceerd in 2010 door Kolodochka en Omeri.